# وشق
الوَشَق (الاسم العلمي: Lynx) وجمعها الأوشاق حيوانات لاحمة مفترسة من فصيلة السنوريات وهي تختلف عن حيوان عناق الأرض. غذاؤه الرئيسي الفرائس الصغيرة: مثل الأرانب والثعالب وغيرها من الحيوانات.

## الشكل

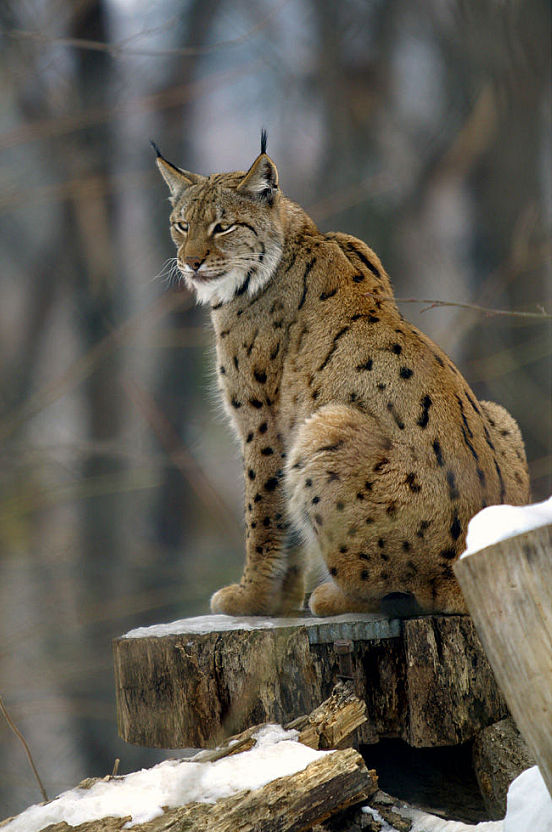

يملك الوشق ذيلا قصيرا وخصلة شعر حمراء بنيه سوداء مميزة على رأس كل أذن من أذنيه، كما يملك ما يشبه القبة أو الطوق تحت رقبته. ويملك أيضا أطرافا كبيرة مبطنة تساعده على المشي على الثلج وشاربين طويلين على الوجه.
يتنوع لون جسم الوشق بين البني والذهبي والبيج، كما وتعلو جسمه بقع بنية غامقة، لا سيما على طرف أنفه. إن كل أنواع الوشق تمتلك فروا أبيض على صدورها وبطونها وسيقانها من الداخل، كما ويختلف لون الوشق وطول فرائه وحجم كفه اعتمادا على مناخ بيئته، ففي جنوب غرب الولايات المتحدة يكون طول فرو الوشق قصيرا، ولونه غامقا، وكفه أصغر وأقل بطانة، أما في المناخ الشمالي الأكثر برودة فإن الفرو يكون أكثر سماكة (من أجل الدفء) واللون أفتح (من أجل التمويه) والكف أكبر وأسمك بطانة (من أجل البيئات الثلجية).
لا يملك الوشق سمعا قويا، كما يملك 28 سنا والتي تطعن بعمق في فريستها. قد يكون هذا مساعدا للوشق لأنه ليس صيادا بارعا ويفقد معظم فرائسه لأسباب عدة.
أصغر أنواع الوشق هو البوبكات (بالإنجليزية : Bobcat) والوشق الكندي (بالإنجليزية : Canada Lynx)، أما الأكبر فهو الوشق الأوراسي (بالإنجليزية : Eurasian Lynx)، وهناك عدة فروقات بين الأنواع المختلفة.
| النوع          | الوزن                                | الطول              | الارتفاع (إذا وقف على كتفيه) |
| -------------- | ------------------------------------ | ------------------ | ---------------------------- |
| الوشق الأوراسي | 18-30 كغم (الذكور) 18 كغم (الإناث)   | 81-129 سم          | 70 سم                        |
| الوشق الكندي   | 8-11 كغم                             | 80-105 سم          | 48-56 سم                     |
| الوشق الأيبيري | 12.9 كغم (الذكور) 9.4 كغم (الإناث)   | 85-110 سم          | 60-70 سم                     |
| الوشق الكميت   | 7.3-14 كغم (الذكور) 9.1 كغم (الإناث) | 71-100 سم (الذكور) | 51-61 سم                     |

## الأنواع

### الوشق الأوراسي

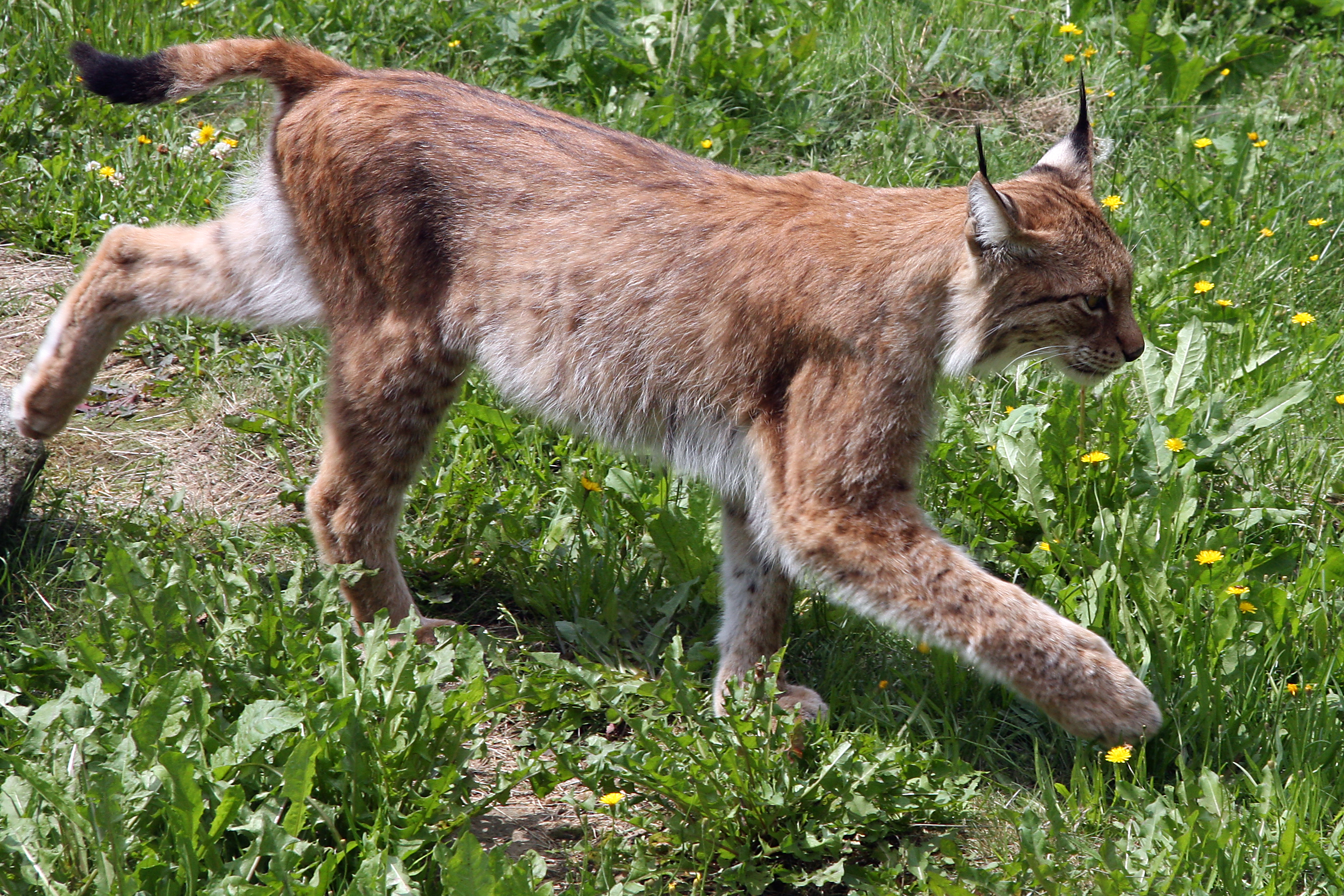
الوشق الأوراسي

(بالإنجليزية : Eurasian Lynx) الوشق الأوراسي هو أكبر نوع من الأوشاق، ويعود أصله إلى الغابات الأوروبية والسيبيرية. خلال الصيف، يغطي الوشق الأوراسي فراء بني محمر قصير نسبيا، أما في الشتاء، فإنه يستبدل بفراء بني مائل إلى الرمادي أو الفضي وأكثر سمكا من الأول. يصطاد الوشق الأوراسي عن طريق مطاردة الفريسة والقفز عليها بمساعدة المناطق الغابية الوعرة التي تعيش فيها. يتغذى الوشق بشكل عام على الفرائس الصغيرة كالأرانب والأرانب البرية والثعالب وغيرها، والفرائس الكبيرة فقط عندما يصبح الطعام شحيحا.

### الوشق الكندي

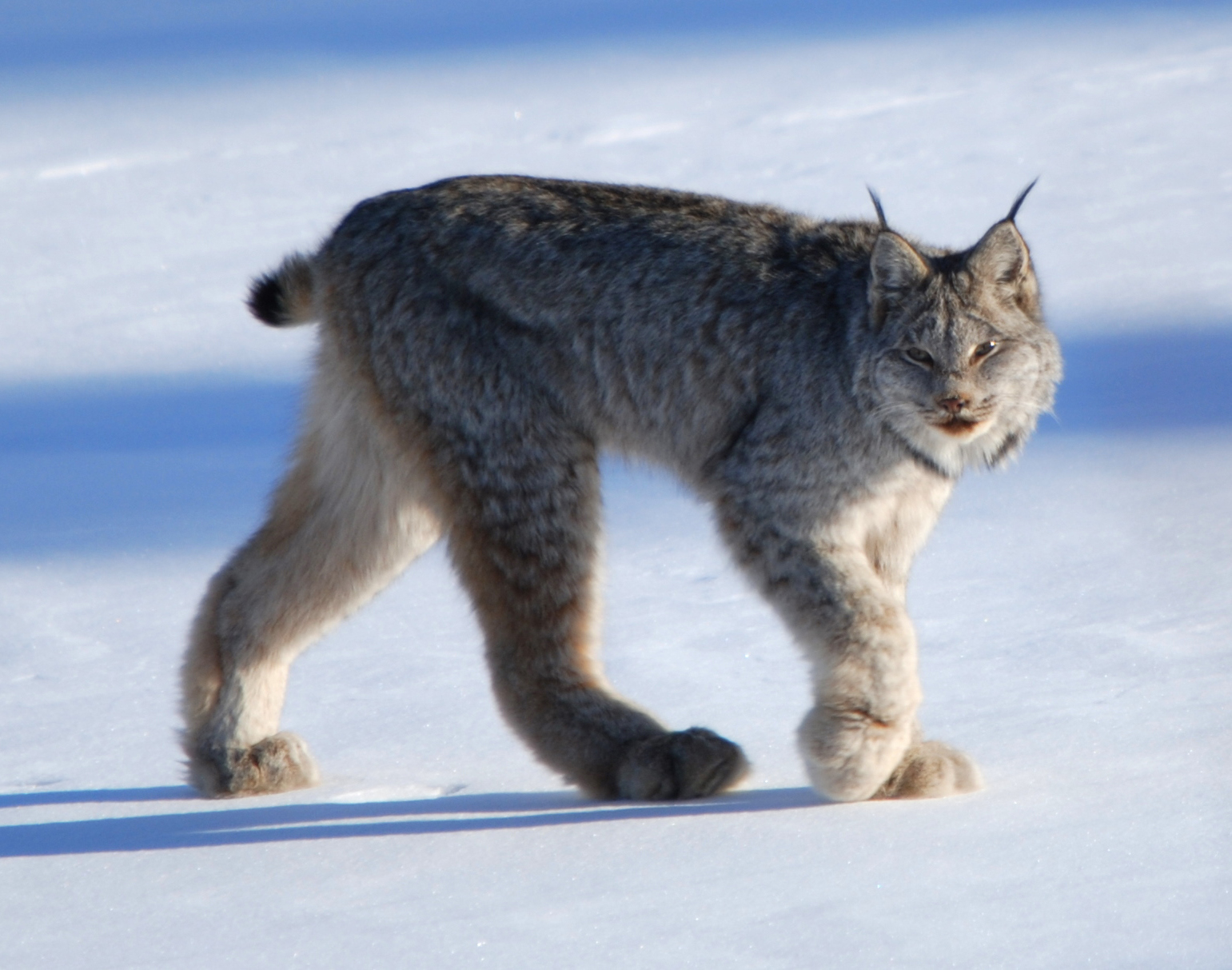
الوشق الكندي

الوشق الكندي (بالإنجليزية : Canada Lynx) هو سنوري من شمال أمريكا، يتواجد في الغابات ومناطق التندرا في كندا وألاسكا وبعض مناطق شمال أمريكا. الوشق الكندي حيوان بارع في التسلق والسباحة، وهو يقيم مآو تحت الأشجار الساقطة أو الصفائح الصخرية يصعب العيش فيها. الوشق الكندي يملك فروا سميكا وأحذية تقيه من الثلج وهي ضعف فعالية أحذية البوبكات في دعم وزنها فوق الثلج. أما بالنسبة لغذاء الوشق الكندي، فإنه يكاد يقتصر على الأرانب البرية الثلجية، كما أنه قد يصطاد بعض الثدييات والطيور متوسطة الحجم إذا انخفضت أعداد الأرانب البرية.

### الوشق الأيبيري

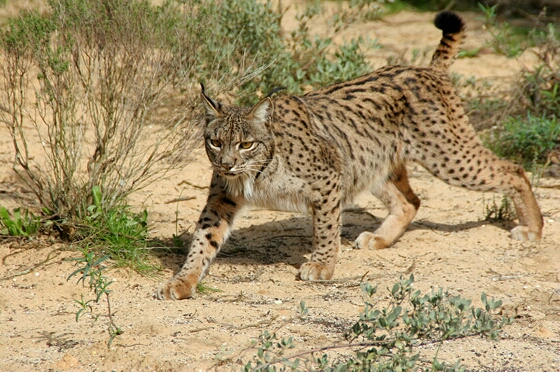
الوشق الأيبيري

الوشق الأيبيري (بالإنجليزية : Iberian Lynx) هو أكثر نوع من السنوريات مهددا بالانقراض. ويعود أصله إلى جنوب أوروبا وشبه جزيرة أيبيريا، وإذا انقرض هذا الوشق فإنه سيكون أول سنوري منقرض منذ النمر السيفي الذي انقرض قبل عشرة آلاف سنة.

### الوشق الكميت

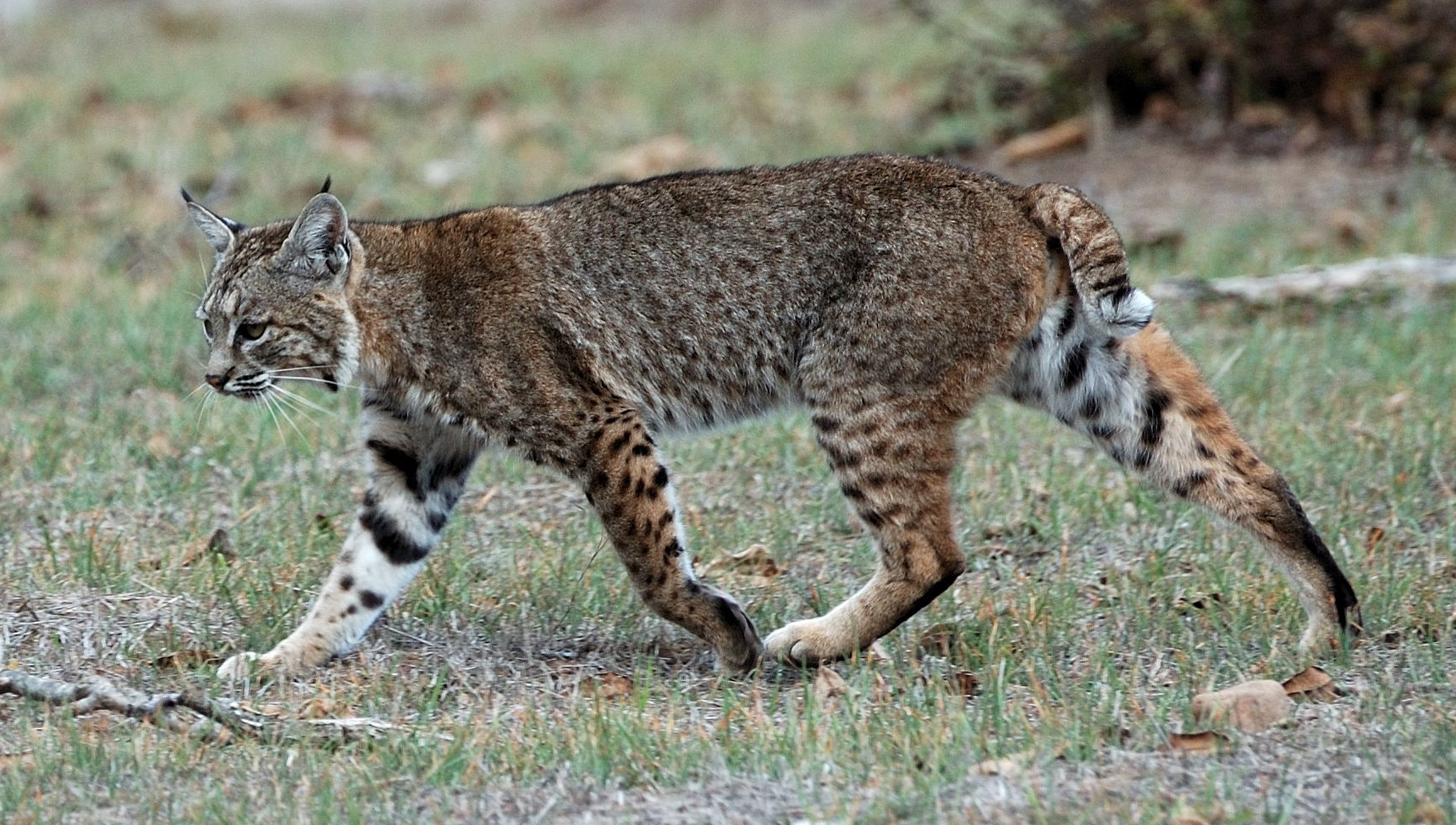
البوبكات

الوشق الكميت (بالإنجليزية : Bobcat) هو سنوري من أمريكا الشمالية، وهناك 12 نوعا مشتقا منه في كل من جنوب كندا والولايات المتحدة وشمال المكسيك. الوشق الكميت حيوان مفترس قابل للتكيف يعيش في الغابات الصنوبرية أو الغابات متساقطة الأوراق أو الغابات المختلطة، ولكنه على عكس غيره من الأوشاق لا يعتمد بشكل كلي على الغابات، بل يمتد من المستنقعات والأراضي الصحراوية إلى الجبال ومناطق الحقول، وغطاؤه المرقط يعمل للتمويه. أعداد الوشق الكميت في منطقة ما تعتمد بشكل أساسي على أعداد فرائسها فيها، مع العلم بأن الوشق الكميت هو أصغر أنواع الأوشاق الأربعة.